# Philalethes Kuhn
Philalethes Kuhn (* 13. September 1870 in Berlin; † 4. August 1937 in Bad Tölz) war ein deutscher Tropenmediziner und Hygieniker.

## Leben
Kuhn wurde als Sohn des Stadt- und Kreisschulinspektors Dr. phil. Ernst Kuhn in Berlin geboren. Er besuchte das Friedrich-Werdersche Gymnasium in seiner Vaterstadt Berlin, wo er im Jahr 1889 das Abitur ablegte, und studierte von 1892 bis 1894 Medizin an der Kaiser Wilhelms-Akademie für das Militärärztliche Bildungswesen. 1894 bestand er das medizinische Staatsexamen. Im gleichen Jahr erfolgte die Promotion.
Kuhn behielt die militärische Laufbahn bei, war 1895 Assistenzarzt und wurde 1896 in die kaiserliche Schutztruppe für Deutsch-Südwestafrika versetzt. Hier nahm er 1897 am Feldzug gegen die Zwartbooi-Nama und Nordwest-Herero teil. 1897 bis 1900 war er Distriktschef von Grootfontein. 1902/03 arbeitete er vorübergehend am Institut für Tropenkrankheiten in Hamburg. 1903 wurde er in Swakopmund mit Maria geb. Ritter getraut. Bei Ausbruch des militärischen Konflikts mit den Herero befand sich das Paar auf der Rückkehr von seiner Hochzeitsreise in den Norden Südwestafrikas (Grootfontein). Kuhn wurde in der Schutztruppe aktiviert und leitete die Verteidigung des belagerten Omaruru. Als Mediziner schuf er sich bleibende Verdienste bei der Schaffung des Elisabethhauses in Windhoek (Entbindungsstation) und des Heimathauses in Keetmanshoop sowie durch seine grundlegenden Forschungen zur Afrikanischen Pferdepest. Als Stabsarzt wurde er 1906 dem Kommando der Schutztruppen in der Kolonialabteilung des Auswärtigen Amtes zugeteilt. Von 1909 bis 1912 war er ohne Gehalt beurlaubt und forschte in dieser Zeit in der bakteriologischen Abteilung des kaiserlichen Gesundheitsamts in Berlin.
Im Jahr 1912 wurde Kuhn nach Kamerun versetzt, wo er die Leitung des Regierungshospitals und die Funktion des Chefarztes der Schutztruppe übernahm. Als Nachfolger von Hans Ziemann wurde er schließlich Medizinalreferent des Schutzgebiets. Unter dem 17. Februar 1914 wurde er zur Verwendung als Assistent am Institut für Schiffs- und Tropenhygiene wieder zum Reichskolonialamt kommandiert und im Juni 1914 aus dem aktiven Militärdienst verabschiedet.
Am Ersten Weltkrieg nahm Kuhn von August 1914 bis Mitte 1915 als Chefarzt des Feld-Lazaretts 9 des XV. Armeekorps teil. Danach war er beratender Hygieniker in Straßburg. 1914 erhielt er den Professorentitel und habilitierte sich an der Universität Straßburg für das Fach Hygiene. 1915 wurde er dort außerordentlicher Professor für soziale Hygiene und Leiter der Bakteriologischen Anstalt für das Elsass. Mitte 1917 bis Kriegsende diente er als Armeehygieniker an der Westfront. Als Generaloberarzt wurde er nach Kriegsende endgültig verabschiedet.
Im Zivilverhältnis übernahm Kuhn zunächst eine Professur für Hygiene an der Universität Tübingen (1919/20), dann an der Technischen Hochschule in Dresden (1920). Zugleich fungierte er hier als Vorsitzender des wissenschaftlichen Beirats des Hygiene-Museums und stellvertretender Vorsitzender des Vereins Deutsches Hygiene-Museum e. V. (1920 bis 1923). Zum 1. April 1926 wurde er ordentlicher Professor für Hygiene und Direktor des Hygienischen Instituts der Universität Gießen. Aus gesundheitlichen Gründen wurde er zum 1. Mai 1935 emeritiert. Im gleichen Jahr erhielt er die Ehrendoktorwürde der Universität.
Kuhn war einer der führenden Rassenhygieniker seiner Zeit. Seit 1905 war er Mitglied der von ihm mitgegründeten Deutschen Gesellschaft für Rassenhygiene und trat bereits vor dem Ersten Weltkrieg für rassische Selektion ein. Schon 1923 wurde er Mitglied der NSDAP. Im Mai 1924 wurde er zusammen mit Hellmuth von Mücke in Dresden zum Führer des Völkisch-Sozialen Blocks, einer Nachfolgeorganisation der zwischenzeitlich verbotenen NSDAP, gewählt. Doch schon im Dezember desselben Jahres trat er von diesem Amt aufgrund innerer Streitigkeiten zurück. Zum 1. August 1931 trat er erneut der NSDAP bei (Mitgliedsnummer 561.840). Seit 1932 war er Mitglied der Reichsschaft der Hochschullehrer im NS-Lehrerbund und nahm mehrfach an „rassenhygienischen Schulungskursen“ des Nationalsozialistischen Deutschen Ärztebundes teil. Als einer der ersten Professoren nahm er das Thema „Rassenhygiene und Bevölkerungspolitik“ in seine Vorlesungen auf. Nach der „Machtergreifung“ der Nationalsozialisten gehörte er im Mai 1933 zu den Akteuren bei den Bücherverbrennungen.
Daneben befasste er sich aber auch mit Studien über Alkohol in den Tropen, Erforschung und Bekämpfung der Malaria, Schlafkrankheit und Multiplen Sklerose. Anfang der 1930er Jahre beschrieb er Strukturen, die er unter bestimmten Bedingungen in Bakterienkulturen beobachtete und als Pettenkoferien bezeichnete. Diese wären nach seiner Ansicht protozoen-ähnliche Parasiten, die in die Bakterienzellen eindringen und mit diesen in Symbiose leben würden. Tatsächlich handelte es sich lediglich um Formveränderungen der untersuchten Bakterien als Reaktion auf die von ihm gewählten besonderen Kulturbedingungen.
Nach einem Schlaganfall schied er am 1. Mai 1935 aus seinen Ämtern. Er starb zwei Jahre später am 4. August 1937.

## Veröffentlichungen (Auswahl)
- Alkohol in den Tropen. um 1910; siehe auch Alkohol in den Tropen. In: edocs.ub.uni-frankfurt.de. Universitätsbibliothek Frankfurt am Main, 1910, ehemals im Original (nicht mehr online verfügbar); abgerufen am 9. März 2023. (Seite nicht mehr abrufbar. Suche in Webarchiven)
- Geschlechtskrankheiten. II. Hygiene. In: Max Marcuse (Hrsg.): Handwörterbuch der Sexualwissenschaft. Enzyklopädie der natur- und kulturwissenschaftlichen Sexualkunde des Menschen (1926). Neu herausgegeben und eingeleitet von Robert Jütte, Berlin 2001, S. 230–233.